# کوین آرنوت (بازیکن فوتبال)
کوین آرنوت (انگلیسی: Kevin Arnott؛ زادهٔ ۲۸ سپتامبر ۱۹۵۸) بازیکن فوتبال اهل بریتانیا است.
از باشگاه‌هایی که در آن بازی کرده‌است می‌توان به باشگاه فوتبال بلکبرن روورز، باشگاه فوتبال روترهام یونایتد، باشگاه فوتبال گیتزهد، باشگاه فوتبال شفیلد یونایتد، باشگاه فوتبال چسترفیلد، و باشگاه فوتبال ساندرلند اشاره کرد.